# Arubský florin
Arubský florin, též Arubský zlatý, (ISO 4217 kód AWG) je měnou autonomního státu Aruba, který je součástí Nizozemského království. 1 florin sestává ze 100 centů.
Do roku 1986 byl ostrov Aruba součástí Nizozemských Antil, které používaly gulden Nizozemských Antil (kód ANG). To znamená, že do té doby byl gulden měnou i na Arubě. V tomto roce ale Aruba získala status aparte a tím se dostala na stejnou politickou úroveň jako byly tehdy Nizozemské Antily a začala používat svou vlastní měnu - arubský florin. Obě měny jsou pevně navázány na americký dolar ve fixním kurzu 1 USD = 1,790 ANG = 1,790 AWG.
Slova „florin“ i „gulden“ vycházejí z pojmenování pro zlatou minci. Český statistický úřad používá pro obě měny výraz „zlatý“.

## Mince a bankovky
- V oběhu jsou mince nominálních hodnot 1, 5, 10, 25 a 50 centů a dále 1, 2½ a 5 florinů. Na aversu mincí je podobizna nizozemského panovníka, u starších ročníků ražby pak arubský státní znak.
- Bankovky mají hodnoty 10, 25, 50, 100 a 200 florinů. Zatím nejnovější série bankovek z roku 2019 nese vyobrazení lokální fauny.[3]